# Lichenodiplis lichenicola
Lichenodiplis lichenicola är en lavart som beskrevs av Dyko & D. Hawksw. 1979. Lichenodiplis lichenicola ingår i släktet Lichenodiplis, divisionen sporsäcksvampar och riket svampar.   Inga underarter finns listade i Catalogue of Life.